# Napoléon Le Brun
Napoléon Le Brun, né le 2 janvier 1821 à Philadelphie, mort le 9 juillet 1901 à New York, est un architecte américain, essentiellement connu pour avoir conçu la Metropolitan Life Tower à New York ainsi que plusieurs églises de sa ville natale.

## Biographie
Il est le fils de Madeleine et de Charles Le Brun, immigrés français arrivés aux États-Unis sous le Premier Empire et installés à Philadelphie. Son père fut professeur, traducteur et auteur.

## Ouvrages

### Philadelphie
Parmi les ouvrages les plus célèbres qu'il a réalisés à Philadelphie on trouve : la St. Patrick's Catholic Church (1841) ; la Seventh Presbyterian Church (1842), la Scot's Presbyterian Church (1843),  l'Academy of Music (1857) et la cathédrale Saints-Pierre-et-Paul (1864).

### New-York
- Église Sainte-Cécile de New York (1883-1887)
- Metropolitan Life Tower (1893-1909)